# فهرست قنات‌های شهرستان دیواندره
جدول زیر براساس آمار وزارت جهاد کشاورزی تهیه شده‌است. فهرست زیر قنات‌های شهرستان دیواندره در استان کردستان را نشان می‌دهد.
| نام قنات        | موقعیت                     | نزدیک‌ترین روستا | طول قنات (متر) | تعداد میله چاه | عمق مادر چاه     | دبی (لیتر بر ثانیه) | سطح زیر کشت (هکتار) |
| --------------- | -------------------------- | --------------- | -------------- | -------------- | ---------------- | ------------------- | ------------------- |
| احمدکر          | بخش کرفتو شهرستان دیواندره | احمدکر          | ۱۲۰            | ۴              | ۳                | ۲٫۵                 | ۳                   |
| احمدکر          | بخش کرفتو شهرستان دیواندره | احمدکر          | ۱۰۰            | ۵              | ۲٫۵              | ۳                   | ۵                   |
| اقبلاق          | بخش مرکزی شهرستان دیواندره | اقبلاق          | ۲۵۰            | ۵              | ۳٫۲۰۰۰۰۰۰۴۷۶۸۳۷۲ | ۵                   | ۱۰                  |
| تازه‌آباد وزیر   | بخش مرکزی شهرستان دیواندره | تازه‌آباد وزیر   | ۱۰۰            | ۰              | ۳٫۲۰۰۰۰۰۰۴۷۶۸۳۷۲ | ۴                   | ۳                   |
| حیدردیدبان      | بخش کرفتو شهرستان دیواندره | حیدردیدبان      | ۷۰             | ۵              | ۳                | ۲                   | ۲                   |
| حیدردیدبان      | بخش کرفتو شهرستان دیواندره | حیدردیدبان      | ۱۰۰            | ۱۰             | ۳٫۵              | ۳                   | ۳                   |
| دربند           | بخش مرکزی شهرستان دیواندره | دربند           | ۴۵۰            | ۱۰             | ۳٫۵۹۹۹۹۹۹۰۴۶۳۲۵۷ | ۳                   | ۷                   |
| درسفته          | بخش مرکزی شهرستان دیواندره | درسفته          | ۱۵۰            | ۶              | ۳٫۷۹۹۹۹۹۹۵۲۳۱۶۲۸ | ۲                   | ۳                   |
| زاغه علیا       | بخش مرکزی شهرستان دیواندره | زاغه علیا       | ۳۰۰            | ۵              | ۳٫۵              | ۶                   | ۱۵                  |
| سرقلعه          | بخش مرکزی شهرستان دیواندره | سرقلعه          | ۱۲۰            | ۴              | ۳                | ۱۲                  | ۱۵                  |
| شاولی           | بخش کرفتو شهرستان دیواندره | شاولی           | ۱۵۰            | ۴              | ۵                | ۳                   | ۴                   |
| شایشل           | بخش کرفتو شهرستان دیواندره | شایشل           | ۲۰۰            | ۴              | ۳                | ۴                   | ۵                   |
| طیطاق           | بخش مرکزی شهرستان دیواندره | طیطاق           | ۶۰             | ۴              | ۳                | ۳                   | ۵                   |
| قره طوره        | بخش مرکزی شهرستان دیواندره | قره طوره        | ۴۰۰            | ۱۰             | ۴٫۰۹۹۹۹۹۹۰۴۶۳۲۵۷ | ۸                   | ۲۰                  |
| قره طوره        | بخش مرکزی شهرستان دیواندره | قره طوره        | ۲۵۰            | ۶              | ۳                | ۴٫۵                 | ۱۰                  |
| قلعه جقه        | بخش مرکزی شهرستان دیواندره | قلعه جقه        | ۱۲۰            | ۶              | ۴                | ۳٫۵                 | ۴                   |
| قلعه جقه        | بخش مرکزی شهرستان دیواندره | قلعه جقه        | ۱۰۰            | ۴              | ۳٫۵              | ۴                   | ۵                   |
| قلعه روتله      | بخش کرفتو شهرستان دیواندره | قلعه روتله      | ۲۰۰            | ۱۰             | ۳٫۵              | ۵                   | ۷                   |
| قلعه روتله      | بخش کرفتو شهرستان دیواندره | قلعه روتله      | ۱۲۰            | ۱۰             | ۳                | ۲٫۵                 | ۶                   |
| قلعه کهنه       | بخش کرفتو شهرستان دیواندره | قلعه کهنه       | ۱۵۰            | ۸              | ۳                | ۶                   | ۱۰                  |
| قلعه کهنه       | بخش کرفتو شهرستان دیواندره | قلعه کهنه       | ۲۸۰            | ۱۰             | ۴                | ۵                   | ۶                   |
| قوچاق           | بخش کرفتو شهرستان دیواندره | قوچاق           | ۴۰             | ۱              | ۳٫۵              | ۱٫۵                 | ۲                   |
| مران علیا       | بخش کرفتو شهرستان دیواندره | مران علیا       | ۲۵۰            | ۵              | ۶                | ۴                   | ۱۰                  |
| نساره علیا      | بخش مرکزی شهرستان دیواندره | نساره علیا      | ۱۰۰            | ۵              | ۲٫۵              | ۲٫۵                 | ۰                   |
| نوبهار          | بخش کرفتو شهرستان دیواندره | کرفتو           | ۱۵۰            | ۴              | ۳                | ۳                   | ۵                   |
| نیکی ارخ        | بخش مرکزی شهرستان دیواندره | نیکی ارخ        | ۴۰۰            | ۱۰             | ۳٫۵              | ۶                   | ۱۲                  |
| وزمان           | بخش مرکزی شهرستان دیواندره | وزمان           | ۱۲۰            | ۰              | ۰                | ۵                   | ۶                   |
| وزمان           | بخش مرکزی شهرستان دیواندره | وزمان           | ۲۵۰            | ۵              | ۳                | ۵                   | ۱۵                  |
| کانی سفید کلکان | بخش کرفتو شهرستان دیواندره | کانی سفید کلکان | ۱۹۰            | ۴              | ۳٫۷۰۰۰۰۰۰۴۷۶۸۳۷۲ | ۴                   | ۱۰                  |
| کانی شیرین      | بخش کرفتو شهرستان دیواندره | کانی شیرین      | ۳۰             | ۳              | ۵                | ۲                   | ۳                   |
| کرفتو           | بخش مرکزی شهرستان دیواندره | کرفتو           | ۲۰۰            | ۱۰             | ۳٫۵              | ۵                   | ۷                   |
| کهریزه          | بخش مرکزی شهرستان دیواندره | کهریزه          | ۶۰             | ۰              | ۴                | ۴                   | ۸                   |